# Sjanno
Sjanno (bělorusky Сянно, rusky Сенно – Senno) je město ve Vitebské oblasti v Bělorusku. K roku 2018 mělo přes sedm tisíc obyvatel a bylo správním střediskem svého rajónu.

## Poloha a doprava
Sjanno leží kolem jižního konce stejnojmenného jezera v Čašnické rovině. Od Vitebska, správního střediska oblasti, je vzdáleno přibližně 56 kilometrů jihozápadně.
Nejbližší železniční stanice je patnáct kilometrů jižně vzdálený Burbin na trati z Lepelu do Orši.

## Dějiny
První zmínka o Sjannu je z roku 1442. Městem je od roku 1777.